# Blue City (Warszawa)
Blue City – centrum handlowo-rozrywkowe znajdujące się przy Alejach Jerozolimskich 179 w Warszawie.

## Opis

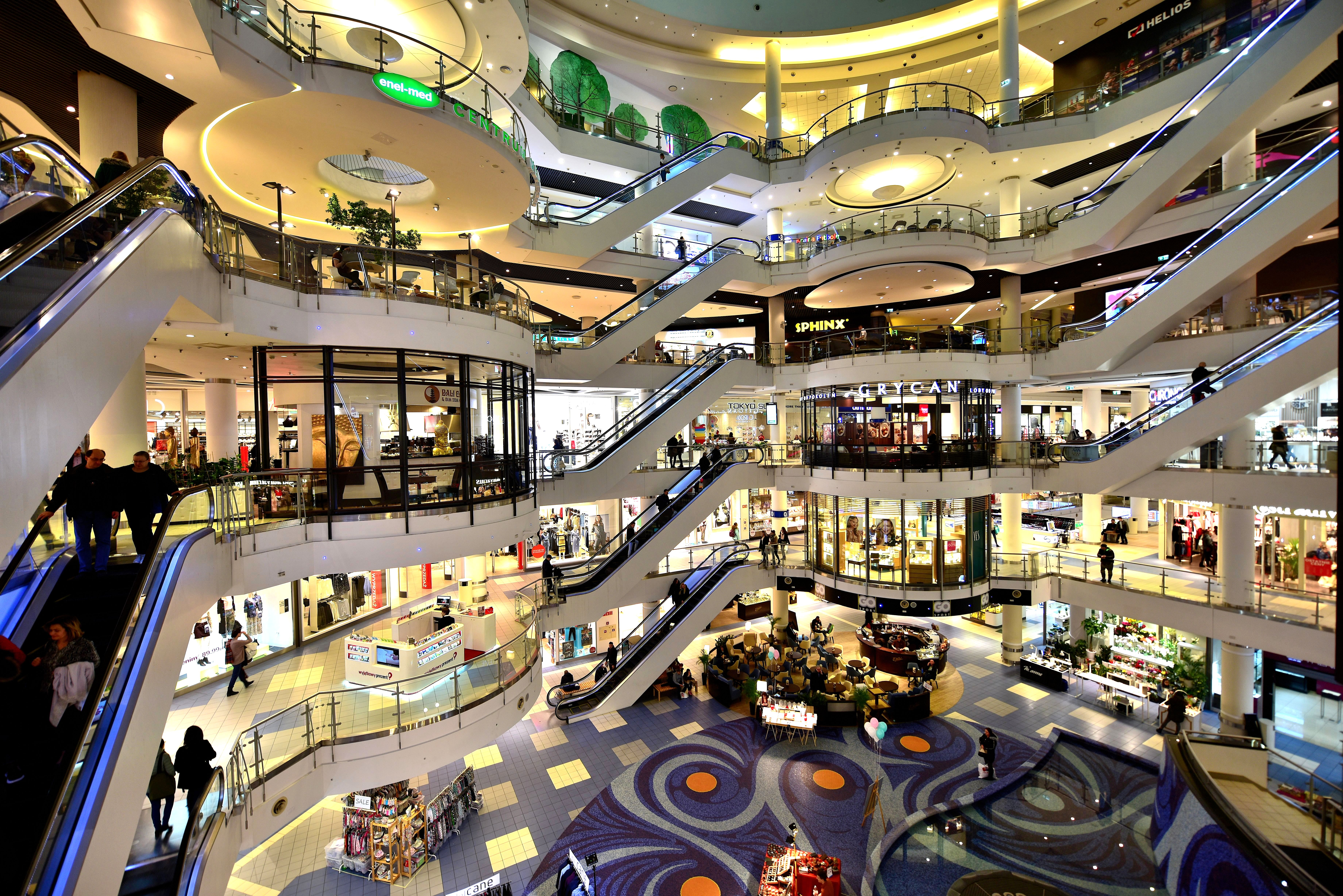
Atrium w Blue City

Inwestycja została rozpoczęta przez tureckiego biznesmena Sabriego Bekdasa. Początkowo obiekt nazywał się Reform Center. Centrum zostało otwarte 31 marca 2004.
Obiekt znajduje się na działce o powierzchni 4 ha. Budynek ma ogółem około 185 tys. m². Całkowita powierzchnia najmu centrum handlowego wynosi około 65 tys. m², a około 33 tys. m² zajmują biura. Nad atrium znajduje się szklana kopuła o rozpiętości 36 metrów, a na poziomie -1 fontanna multimedialna.
W latach 2018–2021 w centrum działał pierwszy w Polsce i na świecie miniaturowy sklep IKEA o powierzchni 4,8 tys. m². W tym samym roku otwarto tam największy w Polsce (5,5 tys. m²) klub fitness należący do sieci Fit/One.
W 2019 w Blue City rozpoczęło działalność ośmiosalowe kino Helios.
W 2022 w centrum działało ponad 220 sklepów i punktów usługowych oraz 25 restauracji i barów, a do dyspozycji odwiedzających było 2600 miejsc parkingowych.
W maju 2024 pojawiły się informacje o problemach finansowych centrum handlowego polegające na problemach ze spłatą kredytu w kwocie 156 mln euro, zaciągniętego przez konsorcjum banków na czele z ING Bankiem Śląskim. Właściciel Blue City złożył wniosek o przeprowadzenie postępowania układowego przyśpieszonego.
Obok centrum znajduje się zespół przystankowy komunikacji autobusowej CH Blue City, będący przystankiem krańcowym dla linii autobusowych ZTM Warszawa.